# 小田部胤久
小田部 胤久（おたべ たねひさ、1958年 - ）は、日本の美学者。学位は、博士（文学）（東京大学・1992年）（学位論文「バウムガルテンからドイツ観念論にいたる美学の変容 象徴の概念史に即して」）。フィリップ・フランツ・フォン・ジーボルト賞（2007年度）受賞。

## 略歴

### 学歴
- 1971年3月 - 東京教育大学附属小学校（現・筑波大学附属小学校）卒業
- 1977年3月 - 東京教育大学附属中学校・高等学校（現・筑波大学附属中学校・高等学校）卒業
- 1981年3月 - 東京大学文学部卒業（美学芸術学専修課程）
- 1987年10月 - ハンブルク大学留学（ドイツ学術交流会奨学生、1988年9月まで）
- 1988年9月 - 東京大学大学院人文科学研究科美学芸術学専門課程博士課程単位取得退学（1992年10月修了）

### 職歴
- 1988年10月 - 神戸大学文学部助教授
- 1990年10月 - 在外研究（ハンブルク大学、1991年8月まで）
- 1993年10月 - 神戸大学大学院文化学研究科助教授兼担
- 1996年4月 - 東京大学大学院人文社会系研究科助教授
- 1999年6月 - 在外研究（アレクサンダー・フォン・フンボルト財団奨学生、2000年9月まで）
- 2005年5月 - 在外研究（アレクサンダー・フォン・フンボルト財団奨学生、2005年7月まで）
- 2007年4月 - 東京大学大学院人文社会系研究科教授
- 2022年12月 - 日本学士院（第一部）会員
- 2024年 - 定年退任、放送大学客員教授

## 著書
- 『象徴の美学』（東京大学出版会） 1995
- 『芸術の逆説 近代美学の成立』（東京大学出版会） 2001、新版2024
- 『芸術の条件 近代美学の境界』（東京大学出版会） 2006、新版2024
- 『西洋美学史』（東京大学出版会） 2009
- 『木村素衞 - 「表現愛」の美学』（講談社：再発見日本の哲学） 2010
- 『美学 = Aesthetics』（東京大学出版会） 2020

### 共編著
- 『スタイルの詩学 倫理学と美学の交叉』（山田忠彰共編、ナカニシヤ出版） 2000
- 『交響するロマン主義』（長野順子共編、晃洋書房、シェリング論集） 2006
- 『デザインの オントロギー 倫理学と美学の交響』（山田忠彰共編、ナカニシヤ出版） 2007
- 『西洋の美学・美術史　放送大学教材』（宮下規久朗共著、放送大学教育振興会） 2024

### 訳書
- 『シェリング著作集2 超越論的観念論の体系』（久保陽一共編、文屋秋栄） 2022 - 第5・6章訳
- カント『判断力批判　第一部 訳と詳解』（東京大学出版会） 2024